# Брезник-Плешивицький
Брезник-Плешивицький (хорв. Breznik Plešivički) — населений пункт у Хорватії, у Загребській жупанії у складі міста Ястребарсько.

## Населення
Населення за даними перепису 2011 року становило 123 осіб.
Динаміка чисельності населення поселення:

## Клімат
Середня річна температура становить 10,47 °C, середня максимальна – 24,88 °C, а середня мінімальна – -6,44 °C. Середня річна кількість опадів – 1028 мм.
| Клімат поселення                              | Клімат поселення | Клімат поселення | Клімат поселення | Клімат поселення | Клімат поселення | Клімат поселення | Клімат поселення | Клімат поселення | Клімат поселення | Клімат поселення | Клімат поселення | Клімат поселення | Клімат поселення |
| Показник                                      | Січ.             | Лют.             | Бер.             | Квіт.            | Трав.            | Черв.            | Лип.             | Серп.            | Вер.             | Жовт.            | Лист.            | Груд.            |                  |
| Середній максимум, °C                         | 6,29             | 8,43             | 12,80            | 17,18            | 21,86            | 24,88            | 24,51            | 23,89            | 20,14            | 14,90            | 9,11             | 5,01             |                  |
| Середня температура, °C                       | −0,1             | 2,08             | 6,44             | 10,81            | 15,49            | 18,51            | 20,30            | 19,69            | 15,94            | 10,71            | 4,90             | 0,80             |                  |
| Середній мінімум, °C                          | −6,44            | −4,3             | 0,08             | 4,45             | 9,13             | 12,15            | 16,12            | 15,50            | 11,74            | 6,51             | 0,70             | −3,4             |                  |
| Норма опадів, мм                              | 57               | 55               | 69               | 78               | 85               | 108              | 98               | 98               | 100              | 100              | 103              | 77               |                  |
| Середньомісячна швидкість вітру, м/с          | 1.50             | 1.60             | 2.04             | 2.00             | 1.80             | 1.70             | 1.60             | 1.50             | 1.40             | 1.40             | 1.50             | 1.50             |                  |
| Середньомісячна сонячна радіація, кДж/м²·день | 4107             | 6852             | 10438            | 14915            | 19077            | 20984            | 21909            | 18998            | 13928            | 8643             | 4501             | 3339             |                  |
| --------------------------------------------- | ---------------- | ---------------- | ---------------- | ---------------- | ---------------- | ---------------- | ---------------- | ---------------- | ---------------- | ---------------- | ---------------- | ---------------- | ---------------- |
| Джерело:                                      |                  |                  |                  |                  |                  |                  |                  |                  |                  |                  |                  |                  |                  |